# Fabryka Samochodów Ciężarowych
Fabryka Samochodów Ciężarowych w Lublinie (wörtlich: „Fabrik für Lastkraftwagen in Lublin“; kurz FSC Lublin, seit 2012 Kurzname polnisch Fabryka Samochodów Honker – Autofabrik Honker) war von 1950 bis 2007 ein polnischer Hersteller von Nutzfahrzeugen, vorwiegend Lkw, Fahrzeugen für die Landwirtschaft und Spezialfahrzeugen in Lublin und einer der größten Kraftfahrzeughersteller des Landes. Seit 1998 wird der Honker 4x4 als Nachfolger des Tarpan hergestellt, welcher auch vom polnischen Militär eingesetzt wird. FSC ist einer von mehreren Herstellern, die verschiedene Modelle des Honkers gebaut haben. Neben Geländewagen produziert das Unternehmen auch Kleintransporter bis 3,5 t unter dem Namen HONKER Cargo. Die heutigen HONKER 4x4 und HONKER Cargo erfüllen die EURO 5 Abgasnormen und sind in der ganzen EU zugelassen.
Im Jahr 2008 wurden die noch bestehenden Teile des Unternehmens in ein Werk für die Autoteileproduktion ausgegliedert und die für den Honker relevanten Unternehmensbereiche an DZT Tymińscy verkauft. Bereits zuvor waren Teile des Unternehmens ausgegliedert worden. Das Werk in seiner ursprünglichen Form erlosch.

## Geschichte

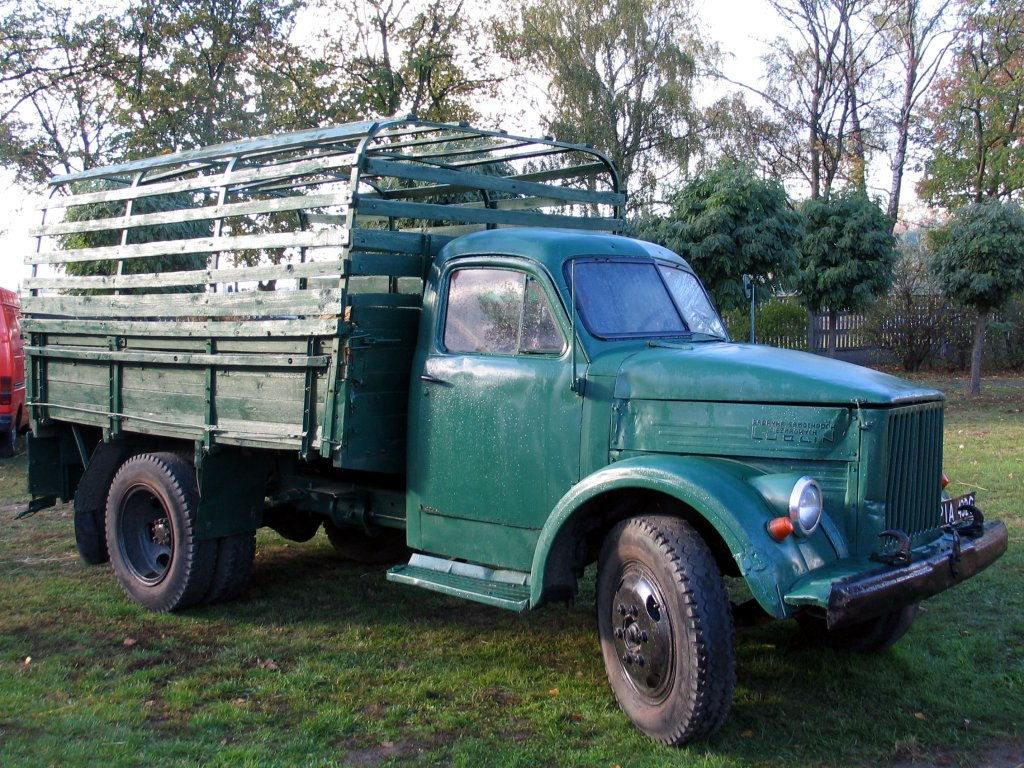
Lublin-51

Auf dem Vereinigungsparteitag der Polnischen Sozialistischen Partei (PPS) und der Polnischen Arbeiterpartei (PPR) zur Polnischen Vereinigten Arbeiterpartei (PVAP) fiel 1948 unter dem Druck Stalins, die zögerliche Umgestaltung der Wirtschaft und einen forcierten Aufbau einer Schwerindustrie voranzutreiben, der Beschluss, die von Lilpop, Rau i Loewenstein begonnenen und im Krieg teilweise zerstörten Werkshallen fertigzustellen und jährlich etwa 10.000 Motoren und weitere Antriebs-, Lenkungs- und Kupplungssysteme für den polnischen Bedarf zu fertigen. Die für damalige Verhältnisse moderne Produktionsanlage wurde unter sowjetischer Lizenz fertiggestellt. Die Produktion lief am 7. November 1951 unter der Kontrolle der Sowjetunion an, dem 34. Jahrestag der Oktoberrevolution.

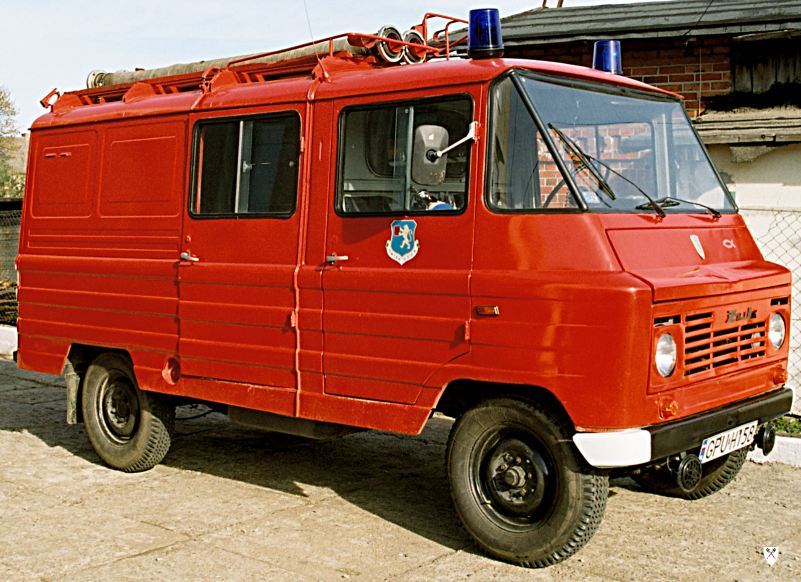
Feuerwehrfahrzeug der Marke FSC Żuk

Hergestellt wurden zunächst die Motoren M-20 Pobeda für den Hersteller FSO Warszawa, sowie 2,8-t-Transportfahrzeuge (offener Pritschenwagen mit Aufbau, Modell Lublin-51, Lizenznachbau des GAZ-51), die für den Taxibetrieb mit Dieselmotoren oder Holzvergaser ausgerüstet waren. Zu dieser Zeit gab es in Polen mangels eines funktionierenden öffentlichen Personennahverkehrs noch einen Bedarf an privaten Sammeltaxen bzw. öffentlichen Kleinbusverkehr. Hergestellt wurden bis 1958 17.840 Fahrzeuge mit Benzinantrieb im Lizenzbau, danach ging man bis 22. Juli 1952 schrittweise dazu über, alle Teile für den Aufbau selbst zu fertigen. Der Bau weiterer Produktionsstätten folgte, bis 1959 in einer neuen Werkshalle schließlich auch die Produktion von Reifen und Felgen aufgenommen wurde. 1973 wurde das Produktivvermögen auf 3 Mrd. Złoty geschätzt.
Nach einer erfolglosen Vermarktung des Lublin-51 in den Ostblockländern begann im Jahr 1959 die Produktion der Fahrzeuge der Modellreihen FSC Żuk (2,5 t bis 3,5 t). Die maßgeblichen Ingenieure waren zu dieser Zeit im Werk Żuk Lublin Stanislaw Tanski und Aloysia Skwarek. Sie konstruierten bis 1976 Fahrzeuge mit den Motoren SV M-20 und OHV S-21. In den 1960er Jahren produzierte man auch den gepanzerten Truppentransporter OT-64 SKOT für das Militär. Fahrzeuge der Marke Żuk konnten erfolgreich ins Ausland exportiert werden, neben den sozialistischen Ländern teilweise auch in arabische Länder, beispielsweise nach Ägypten. Geliefert wurden Teile und Baugruppen in produktionsgenossenschaftliche Fahrzeugwerke nach Warschau, Starachowice und Bielsko-Biała. Ab 1973 wurden landwirtschaftliche Fahrzeuge, darunter geländegängige Fahrzeuge, in Lizenz von FSR Tarpan in Posen produziert. 1975 erhielt das Werk Lublin den Orden der Arbeit vom Ersten Sekretär der PZPR Edward Gierek für die „Modernisierung der Volkswirtschaft“ und in den weiteren Jahren Auszeichnungen von insgesamt fünf polnischen Ministerpräsidenten. Das Werk konnte sich wirtschaftlich aber nicht vom ökonomischen Niedergang der Volkswirtschaft abkoppeln, eine umfassende und angemessene Erneuerung der Produktionsanlagen konnte aus wirtschaftlichen Gründen nicht stattfinden.

## Neuere Geschichte in nachsozialistischer Zeit

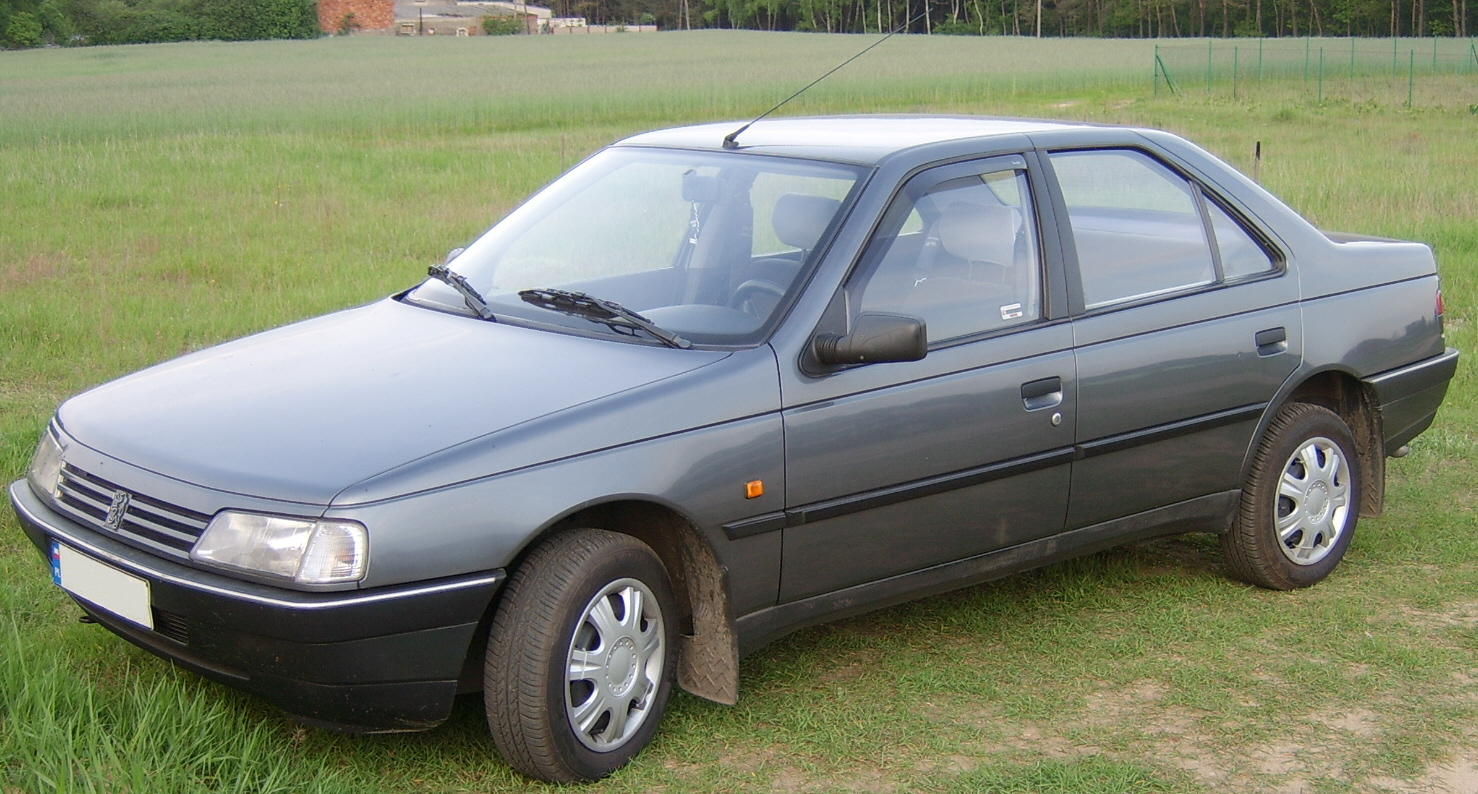
Peugeot 405 aus Polen

In den Jahren seit 1993 wurden eigenentwickelte Modelle und im Rahmen verschiedener Joint-Ventures und anderer Beteiligungen folgende Automodelle gebaut:
Peugeot
Im Jahr 1993 konnte ein Joint-Venture-Unternehmen mit Peugeot gebildet werden, das von 1993 bis 1995 das Modell Peugeot 405 baute (Stückzahl: 3802 für den polnischen Markt). Danach wurde das Staatsunternehmen an Daewoo verkauft. Eine andere Quelle bestätigt die Produktion des Peugeot 405 von 1993 bis 1995.
Daewoo
1995 wurde die Mehrheit der Anteile vom koreanischen Unternehmen Daewoo Motor Polska Sp. z o.o. übernommen, das seither unter dem Namen Daewoo Motor Polska firmiert. Weitere Anteile hielt die britische Firma LDV. Montiert wurden hier bis 1998 die Modelle Nexia (bis 1998), Musso und Korando (bis etwa 2000 oder 2001), 2001 war das Unternehmen insolvent. Gemeinsam mit einer britischen Designagentur begann die Arbeit an dem Nachfolger von Lublin-III (siehe Fahrzeuge unten), von dem ein Prototyp LD 100 erschien, später der Öffentlichkeit präsentiert als LDV Maxus.
Andoria
In den Jahren 2002 bis 2003 übernahm der Motorenhersteller Andoria S.A., heute Andoria-Mot Sp. z o.o. die Konkursmasse und verkaufte es kurz darauf an das britisch-russische Konsortium International Truck Alliance, woraufhin Intrall Polska gegründet wurde.
Lublin

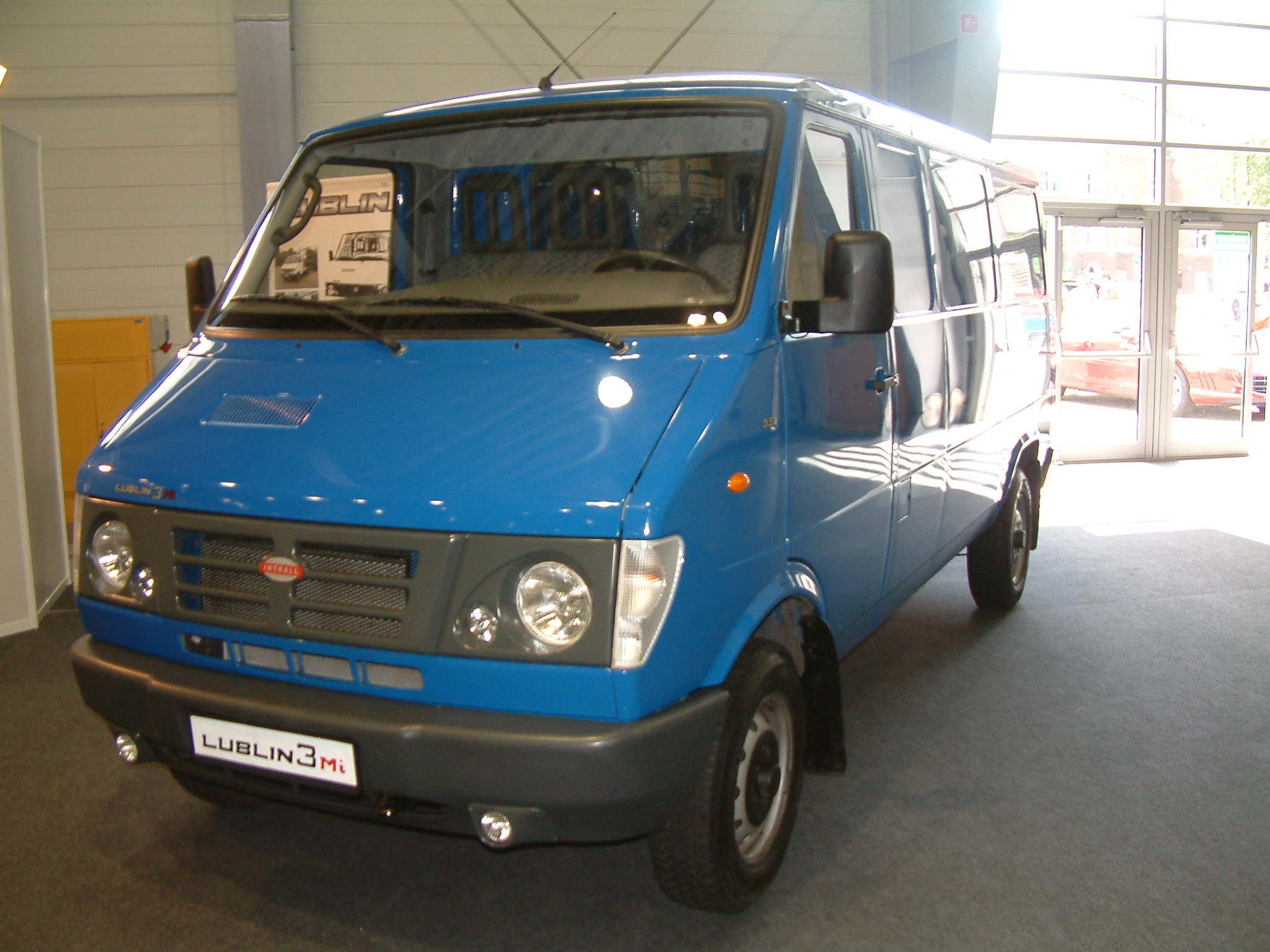
Lublin 3Mi

Als direkter Nachfolger früherer FSC-Modelle wurden die Modelle Lublin, Lublin-II und Lublin-III nach der Übernahme des Werks durch die Daewoo Motor Polska von Oktober 1993 bis 2007 produziert.
Intrall
Nach dem Zusammenbruch der polnischen Daewoo auf dem polnischen Markt im Jahr 2001 übernahm die Leasing-Gesellschaft Andoria Motors das Werk. Die fertig entwickelten Baupläne des Maxus mussten zur Schuldentilgung verkauft werden. Von 2003 bis 2007 hieß das Unternehmen Intrall Poland Sp. z o.o. und gehörte zur russisch-englischen Gruppe Intrall. Das Werk wurde nach der Rückübernahme durch die Daewoo Motor Polska im Jahr 2003 von polnischen und russischen Ingenieuren entwickelt, der Prototyp wurde unter der Marke von Intrall Polen im September 2006 präsentiert; Produktion lief im 2. Quartal 2007 an, lief aber nur wenige Wochen, u. a. wegen nichterfüllter Euro-4-Abgasnorm und dadurch bedingter Insolvenz (2007); der Hersteller ist derzeit weiterhin auf der Suche nach neuen Investoren.
Im Jahr 2007 arbeiteten bei FSC rund 500 Menschen. Produziert wurden die Modelle Lublin-II und -III. Entwickelt wurde weiterhin der Żuk Lubo (Bus und Van), der aber nicht mehr erscheinen sollte. Am 15. Oktober 2007 erklärte das Amtsgericht das Unternehmen INTRALL Polen für insolvent.
Honker

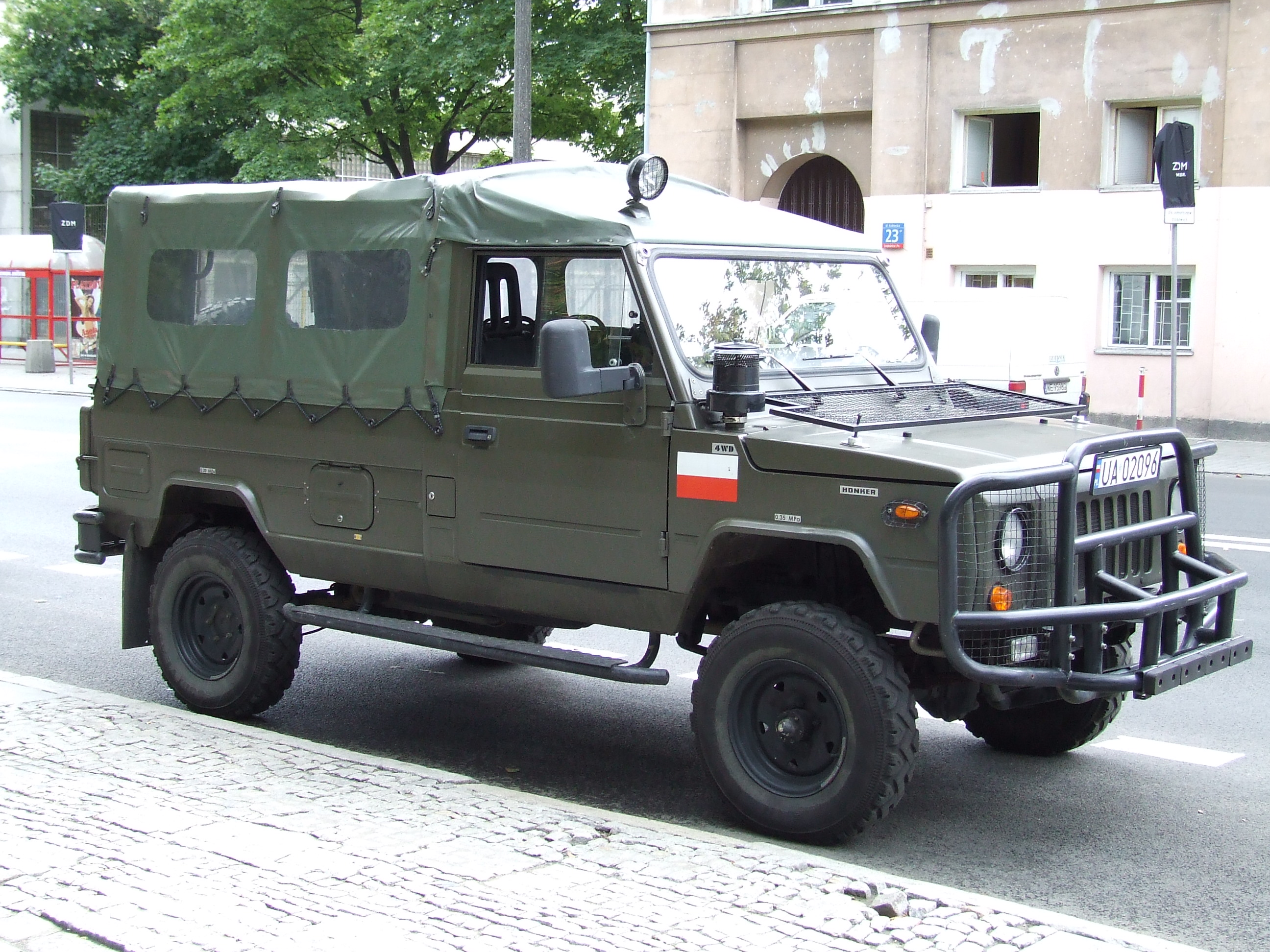
Ein Modell vom Typ Daewoo Honker, Armeefahrzeug (in Warschau, 2006)

Aus der Insolvenzmasse konnten zwei Nachfolgeunternehmen aufgebaut werden. Ein Unternehmen wurde für die Autoteileproduktion ausgegliedert, das Reifen und Felgen für Fiat Auto Poland und andere Hersteller zulieferte. Ab April 2008 wurde die Produktion der Modelle Honker und Lublin vorbereitet.
Das heutige Nachfolgeunternehmen wurde 2008/2009 aus der Konkursmasse von Intrall geschaffen, als die Produktionsstätte von dem polnischen Unternehmen DZT Tymińscy aufgekauft wurde. Seit 2012 firmiert es unter dem Namen Fabryka Samochodów HONKER Sp. z o.o. Es produziert seitdem unter der Leitung von Zbigniew Tymiński Geländewagen und Kleintransporter.